# Обладатели медали Six Star Finisher из России
Спортсмены-обладатели медали Six Star Finisher World Marathon Majors (WMM) из России

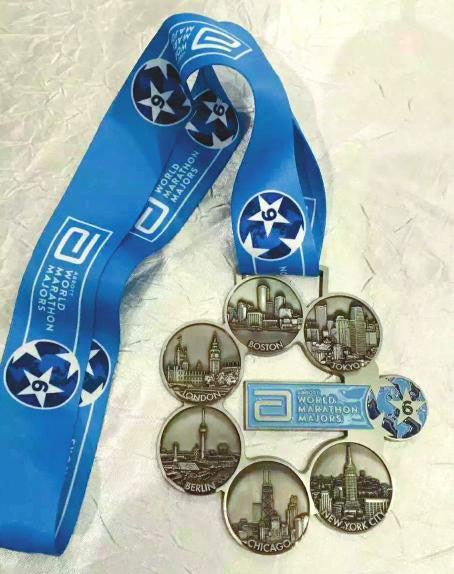
Медаль Six Star Finisher

#### Мужчины
В скобках указан год получения медали:
1. Белоусенко Андрей (2019)
2. Винокуров Александр (2018)
3. Гогун Геннадий Николаевич (2021)
4. Горюнов Андрей (2023)
5. Джагаркава Георгий (2021)
6. Ежовкин Никита (2017)[2][3]
7. Ермаков Алексей (2019)
8. Иванчихин Андрей (дважды - в 2018 и 2023)
9. Ильясов Вадим (2023)
10. Калинин Андрей (2021)
11. Калабин Артем (2021)
12. Карцов Сергей (2015)
13. Климов Максим (2023)
14. Кричмара Григорий (2019)
15. Кузнецов Анатолий (2017)
16. Лисник Игорь (2023)
17. Макашин Любомир (2018)
18. Маримонт Ефим (2023)
19. Матвеев Сергей (2018)
20. Милеев Александр (2015)
21. Митько Александр Георгиевич (2017)[4]
22. Мухин Анатолий (2019)
23. Орлов Дмитрий (2018)
24. Павлов Дмитрий (2021)
25. Патраков Николай (2017)
26. Разумов Дмитрий (2021)
27. Смертин Алексей Геннадьевич (2019)
28. Соколов Антон (2019)
29. Соловьёв Владислав (2021)
30. Строфилов Юрий (2018)
31. Тарасенко Михаил (2019)
32. Федюшкин Александр (2015)
33. Юлдашев Рустам (2023)
34. Янгиров Вадим (2022)
35. Ярошенко Илья (2022)

#### Женщины
В скобках указан год получения медали:
1. Ахмедова Оксана (2017)[5]
2. Бакеберг Ольга (2025)
3. Балаян Оксана (2025)
4. Бокова Мария (2024)
5. Дмитриева Светлана (2019)
6. Емелина Инесса (2025)
7. Журавлёва Наталья (2025)
8. Кленовская Ольга (2019) [6][7]
9. Михельсон Виктория (2023)
10. Морозова Наталья (2019)
11. Потехина Ксения (2023)
12. Прояева Мария (2019)
13. Семеновская Элеонора (2017)[8]
14. Шимко Евгения (2025)
15. Шкурко Наталья (2019)